# Aporophyla consimilis
Aporophyla consimilis là một loài bướm đêm trong họ Noctuidae.